# Typitium ungulare
Typitium ungulare is een keversoort uit de familie Stenotrachelidae. De wetenschappelijke naam van de soort is voor het eerst geldig gepubliceerd in 1873 door LeConte.